# المدرسة الأسبابذية (بغداد)
المدرسة الأسبابذية أو المدرسة الأسبهبذية أو المدرسة الأصفهبذية مدرسة تاريخية يعود تأسيسها إلى العصر العباسي في بغداد. كانت تقع في الجانب الشرقي من المدينة. ذكرها ابن الساعي قائلاً أنها سُلّمت في عام 1207 إلى عماد الدين أبي بكر السلامي المعروف بـ "ابن جبير"، بعد أن انتقل من المذهب الحنفي إلى المذهب الشافعي. إلا أنها لم تعد موجودة اليوم.